# Saihou Gassama
Saihou Gassama (ur. 11 grudnia 1993 w Bandżule) – gamibjski piłkarz, reprezentant Gambii.

## Kariera klubowa
Jako junior karierę klubową rozpoczynał w Ports F.C. W 2009 r. opuścił rodzinną Gambię, przechodząc do hiszpańskiej szkółki Realu Zaragoza. Jako junior był zawodnikiem tego klubu do 2012 r., a od 2010 r. uczestniczy w rozgrywkach Realu B.

## Kariera reprezentacyjna
Karierę rozpoczynał w reprezentacji Gambii do lat 20. Rozegrał tam wspólnie 3 mecze, zostając powołanym do pierwszej reprezentacji. Gassama zadebiutował w reprezentacji 29 lutego 2012 r., w przegranym meczu z Gambią 1:2. Swoją pierwszą bramkę dla reprezentacji zdobył w 2 spotkaniu rewanżowym z Algierią, strzelając z dystansu w 15 minucie. Mimo tego, reprezentacja Gambii przegrała rewanżowy mecz 1:4.